# Mishipeshu

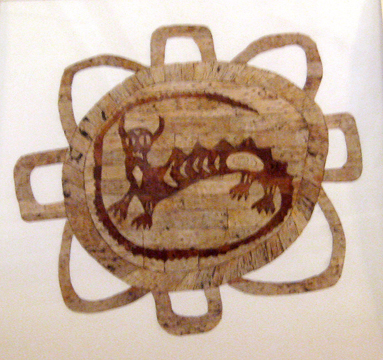
Underwater Panther, George Gustav Heye Center, National Museum of the American Indian.

Mishipeshu oder Mishibijiw (mɪʃɪbɪʑɪw, der Underwater panther, dt.: Unterwasser-Panther) ist eine mächtige mythologische Kreatur, die von den Indianern der Northeastern Woodlands und der Region der Großen Seen verehrt und gefürchtet wird.
„Mishipeshu“ lässt sich aus der Sprache Ojibwe mit „Großer Luchs“ übersetzen. Die mythologische Figur hat den Kopf und die Pfoten einer riesigen Katze, ist aber schuppenbedeckt und trägt Speerspitzen-artige Dornen auf dem Rücken und dem Schwanz. Er lebt auf Michipicoten Island im Lake Superior. Vor allem die Stämme der Native Americans der Region der Großen Seen von Kanada und den Vereinigten Staaten, Anishinabe, Odawa, Ojibwe, und Potawatomi, haben ausgeprägte Legenden zum Mishipeshu. Außerdem gibt es Legenden bei den Anishinaabeg und Innu über Mishibizhiw.
Für die Algonkin war der Unterwasser-Panther das mächtigste Tier der Unterwelt. Die Ojibwe sahen in ihnen die Herrscher aller Wasserkreaturen, inklusive der Schlangen. Einige Versionen der Schöpfungslegende um Nanabozho sprechen von ganzen Populationen von „Wasser-Luchsen“.
Einige Archäologen glauben, dass Mishipeshu wichtige Komponenten des Southeastern Ceremonial Complex der Mississippi-Kultur in der Vorgeschichte des amerikanischen Südostens waren.

## Name
In der Ojibwe-Sprache wird die Kreatur als Mishibizhiw, Mishipizhi, Mishipizheu, Mishupishu, Mishepishu, Michipeshu, oder Mishibijiw bezeichnet. Übersetzt bedeutet dieses Wort „Großer Luchs“. Eine andere Bezeichnungen ist Gichi-anami’e-bizhiw (Gitche-anahmi-bezheu): „der legendäre Nacht-Panther“ (the fabulous night panther). Weitere Bezeichnungen sind „Great underground wildcat“ (Große Unterwelt-Wildkatze) oder „Great under-water wildcat“ (Große Unterwasser-Wildkatze).

## Mythologie

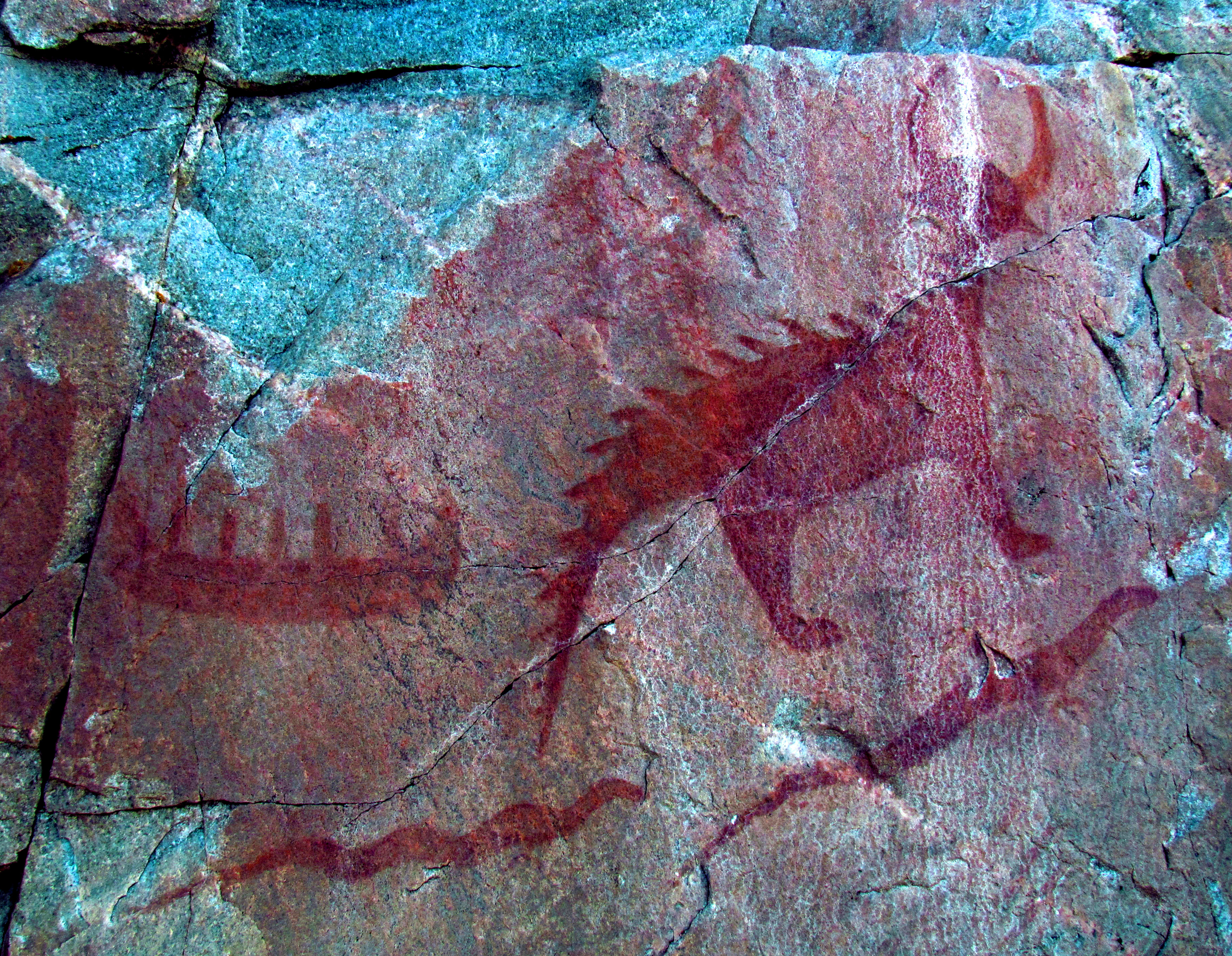
Pictographs of a mishibizhiw as well as two giant serpents and a canoe, from Lake Superior Provincial Park, Ontario, Canada. Attributed to the Ojibwe (Penney, 71.).

In den Mythen der Indianerstämme der Region der Großen Seen sind Mishipeshu Wassermonster, die als Gegenspieler zum Donnervogel (Wakinyan) auftreten, als Meister der Mächte der Luft. Die Mishipeshu werden dabei als gegensätzlich aber komplementär zum Donnervogel gesehen, wobei sie in ewigem Konflikt stehen.
Mishipeshu sind eine Mischung aus Merkmalen zahlreicher anderer Tiere: der Körper einer Wildkatze (Puma oder Luchs); die Hörner von Hirschen oder Bisons; aufgerichtete Schuppen auf dem Rücken (Penney, 207.); und gelegentlich auch Federn; außerdem weitere Tierkörperteile, je nach lokaler Legende. So weisen sie ausgesprochen lange Schwänze auf (Penney, 59.), und gelegentlich auch Merkmale von Schlangen. Die Laute werden als Brüllen oder Zischen beschrieben, wie sie in Stürmen oder Stromschnellen zu hören sind.
Es heißt, sie lebten in den tiefsten Teilen von Seen und Flüssen, wo sie Stürme hervorrufen können. In einigen Traditionen gelten die Mishipeshu als hilfreiche, beschützende Kreaturen, aber öfter treten sie auf als boshafte wilde Tiere, die Tod und Unglück bringen. Oft besteht die Notwendigkeit sie zu befrieden für eine sichere Überfahrt auf einem See. Bis in die 1950er führte die in der Prärie ansässige Gruppe der Potawatomi eine traditionelle Zeremonie durch um den 'Underworld Panther' zu beruhigen und eine Balance mit dem 'Thunderbird' zu erreichen.
Als der Ethnograph Johann Georg Kohl in den 1850ern die Vereinigten Staaten besuchte, sprach er mit einem Häuptling der Fond du Lac Band of Lake Superior Chippewa, welcher ihm ein Stück Kupfer aus seinem Medizinbeutel zeigte. Der Häuptling bezeichnete dies als Haarlocke des mishibizhiw und hielt es für besonders machtvoll.

### Kupfer
Das Wesen bewacht die großen Kupfervorkommen im Lake Superior und der Region der Großen Seen. Die Indianer gruben nach Kupfer, lange bevor die Europäer in dem Gebiet anlangten. Erst im 17. Jahrhundert kamen Missionare der Jesuiten in der Region an. Zu dieser Zeit war es ein strenges Tabu der Ojibwa Kupfer zu stehlen. Noch gravierender war es, Kupfer aus dem Unterschlupf des Great Lynx, dem Michipicoten Island, zu stehlen; dies galt als Diebstahl an Mishipeshu selbst.

### Begegnungen
Es gibt wenige Legenden über Begegnungen mit dem Untier. Ein jesuitischer Missionar, Claude Dablon, überliefert eine Geschichte von vier Ojibwa, die sich in den Unterschlupf des Mishipeshu wagten um Kupfer zu suchen, womit sie Wasser erhitzen wollten. In dem Augenblick, als sie in ihrem Kanu wieder vom land abstießen, waren sie von der dröhnenden Stimme des Wasserpanthers umgeben. Der Wasserpanther verfolgte sie knurrend und beschuldigte sie, das Spielzeug seiner Kinder gestohlen zu haben. Alle vier Indianer starben auf dem Weg zurück in ihr Dorf und auch der letzte von ihnem überlebte gerade lang genug, um mit seinen letzten Atmezügen die Geschichte zu erzählen.

## Künstlerische Darstellungen
Der Underwasserpanther wird häufig in Piktogrammen dargestellt. Früher flochten die Anishinabe und fertigten in Quillarbeit Taschen, auf denen auf einer Seite der Underwater Panther und auf der anderen Seite der Thunderbird dargestellt war. (Penney 59.) Norval Morrisseau (ein Ojibwe) malte Underwater Panther in seinen Bildern im Woodlands style (Penney 207.). Das Emblem wurde auch künstlerisch gestaltet und erscheint als Dekor auf Musketen.
Das Canadian Museum of History führt einen Underwater Panther in seinem Wappen.

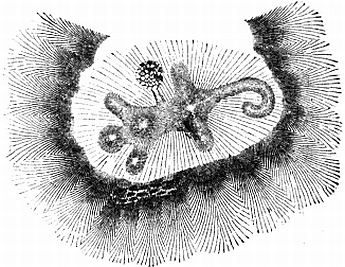
Alligator Effigy Mound.

2003 vermutete der Archäologe Brad Lepper, dass der Alligator Effigy Mound (Alligator-Gestalthügel) in Granville, Ohio in Wirklichkeit die Darstellung des Underwater Panther sei. Lepper führt aus, dass die frühen europäischen Siedler irrtümlich annahmen, dass die Indianer von einem Alligator sprachen, als sie erfuhren, dass der Mound eine schreckliche Wasserkreatur darstellen solle, die Menschen frisst.

## In der Populärkultur
Die Folge „Mishipeshu“ in der Fantasy-Serie Grimm stellt die Besessenheit eines jungen Indianers durch den Underwater Panther dar.